# Eblisia madurense
Eblisia madurense är en skalbaggsart som först beskrevs av Desbordes 1919.  Eblisia madurense ingår i släktet Eblisia och familjen stumpbaggar. Inga underarter finns listade i Catalogue of Life.